# (26640) Bahýľ
(26640) Bahýľ – planetoida z grupy pasa głównego asteroid okrążająca Słońce w ciągu 5 lat i 55 dni w średniej odległości 2,98 j.a. Została odkryta 9 maja 2000 roku w obserwatorium astronomicznym w Ondřejovie przez Petera Kušniráka. Nazwa planetoidy pochodzi od Jána Bahýľa (1856–1916), słowackiego wynalazcy, konstruktora maszyn latających. Przed jej nadaniem planetoida nosiła oznaczenie tymczasowe (26640) 2000 JV10.